# ハリウッド・ランド
ハリウッド・ランド（英語: Hollywood Land）とは、アメリカ合衆国カリフォルニア州のディズニー・カリフォルニア・アドベンチャーにあるテーマランドの一つである。1930年代のハリウッドをテーマとしている。

## 概要
以前はハリウッド・ピクチャーズ・バックロットというエリア名だったが、パーク全体のリニューアルに伴い名称が変更された。このエリアには映画やテレビドラマをテーマとしたアトラクションが多数ある。さらに4つの小さなアトラクションが集まった『ディズニー・アニメーション』という屋内エリアもある。
2025年6月6日、映画「アバター」シリーズのエリアはハリウッド・ランドのバックロットエリアの跡地に建設予定と発表。これに伴い、2026年初頭に「モンスターズ・インク：マイクとサリーのレスキュー」を閉鎖と発表。

## 各施設の紹介

### アトラクション
- ディズニー・アニメーション
  - アニメーション・アカデミー
  - キャラクター・クロースアップ
  - ソーサラーズ・ワークショップ
  - タートル・トーク・ウィズ・クラッシュ
- フローズン ライブ・アット・ザ・ハイペリオン
- ディズニー・ジュニア・ダンス・パーティー
- モンスターズ・インク：マイクとサリーのレスキュー
- ミッキーのフィルハーマジック
- レッドカー・トロリー

### 過去のアトラクション
- スーパースター・リモ - 開園と同時にオープンしたダークライド型のアトラクションだが、あまりにも評判が悪く1年ほどでクローズした[2]。跡地は「モンスターズ・インク：マイクとサリーのレスキュー」に利用された。
- マペット・ビジョン3D - 開園と同時にオープンした3Dシアタータイプのアトラクション。2014年にクローズ。
- トワイライトゾーン・タワー・オブ・テラー - ガーディアンズ・オブ・ギャラクシー - ミッション:ブレイクアウト!へリニューアルのためクローズ。
- ガーディアンズ・オブ・ギャラクシー - ミッション:ブレイクアウト! - 2021年6月4日よりアベンジャーズ・キャンパスの一部に編入。

## レストラン
- アワード・ウィナーズ
- フェアファックス・マーケット
- スムージーズ
- スタジオ・クリエイティング Co.

## ショップ
- ゴーン・ハリウッド
- オフ・ザ・ページ
- スタジオ・ストア